# الغدير (المحويت)

تعديل مصدري - تعديل

الغدير هي إحدى قرى عزلة بيت القحطاني بمديرية المحويت التابعة لمحافظة المحويت، بلغ تعداد سكانها 428 نسمة حسب تعداد اليمن لعام 2004.